# 三式十二糎高射砲
|                  |                      |
| 三式十二糎高射砲 |                      |
| 使用勢力         | 大日本帝国陸軍       |
| 採用年           | 1943年（昭和18年）   |
| 口径             | 120mm                |
| 砲身長           | 6,710mm（55.9口径）  |
| 初速             | 853m/秒              |
| 最大射程         | 20,500m              |
| 最大射高         | 14,000m              |
| 発射速度         | 毎分15発（実用速度） |
| 重量             | 19.80トン            |
| 砲身重量         | 4070㎏               |
| 製造数           | 約140門              |

三式十二糎高射砲（さんしきじゅうにせんちこうしゃほう）は太平洋戦争中の1943年（昭和18年）に制式化された日本陸軍の高射砲。量産された高射砲の中で、一万m以上の高高度を飛ぶB-29に対抗できた数少ない高射砲である。約140門が生産された。

## 開発
第二次世界大戦に突入すると航空機が急速に発達し、高高度での作戦行動可能な爆撃機が次々と登場した。これに対応するため海軍の技術協力を受け、艦船に搭載されていた八九式十二糎七高角砲を参考に開発された。十四年式十糎高射砲よりさらに大きい口径となったが、それは
- 中口径の砲では高高度まで砲弾を上げるのに限界がある
- 初速を上げなければ高高度まで到達できないが、口径の小さい砲では初速が高すぎると砲身寿命が短くなる
- 威力の向上

などの理由によるものである。口径は原形の海軍砲が127mmであったのに対し、陸軍では120mmのため、両者に互換性は無かった。
本砲は要地防空が目的のため固定式であり、それにより
- 電気式で高性能な高射照準具（算定具）の装備
- 自動装填装置の装備
- 従来の歯車式の人力操作と違い、海軍式の電動モーター駆動の水圧伝導機による迅速な操作が可能
- 信管は時計式の機械信管を採用し、信管の測合も自動装填装置の作動中に行われる

など、それまでの野戦高射砲とは歴然とした性能差をもつ高射砲となった。
戦後の米軍の調査資料によれば本砲の実用発射速度は毎分15発となっている。

## 運用
三式高射砲は、東京、大阪、神戸や北九州の八幡製鉄所、軍需工場などの重要都市・施設、さらには南方最大の石油基地パレンバンにも配備され、東京に配備されたものは高高度を飛行するB-29を10数機撃墜するなど奮戦した。しかし、数量を揃えることができなかったため、大部分の高射砲部隊は依然として八八式七糎野戦高射砲、九九式八糎高射砲が主力のままだった。同時に陸軍はより高高度の敵機を撃墜できる五式十五糎高射砲の開発を急いだ。

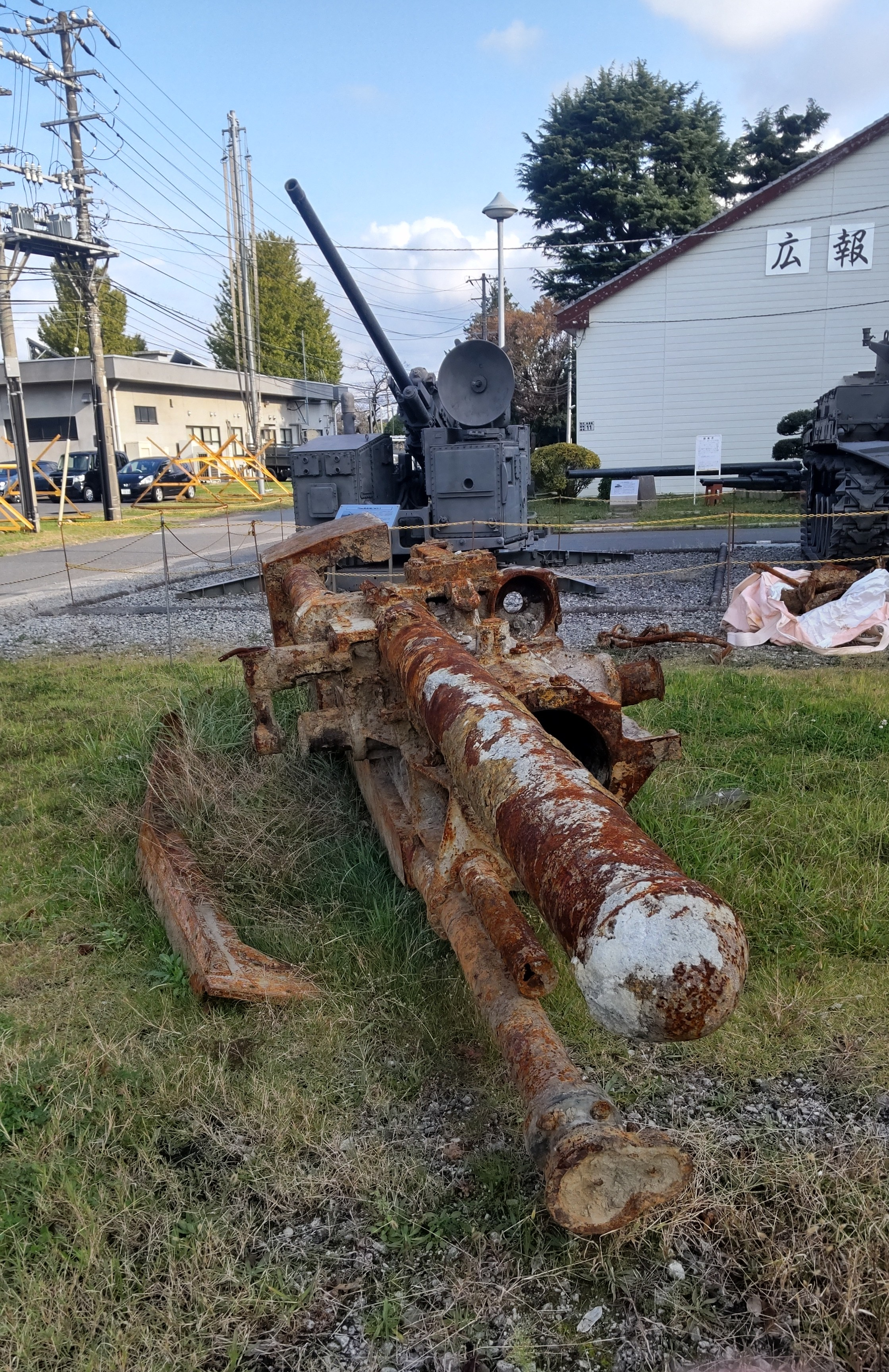
陸上自衛隊下志津駐屯地で撮影

## 現存砲

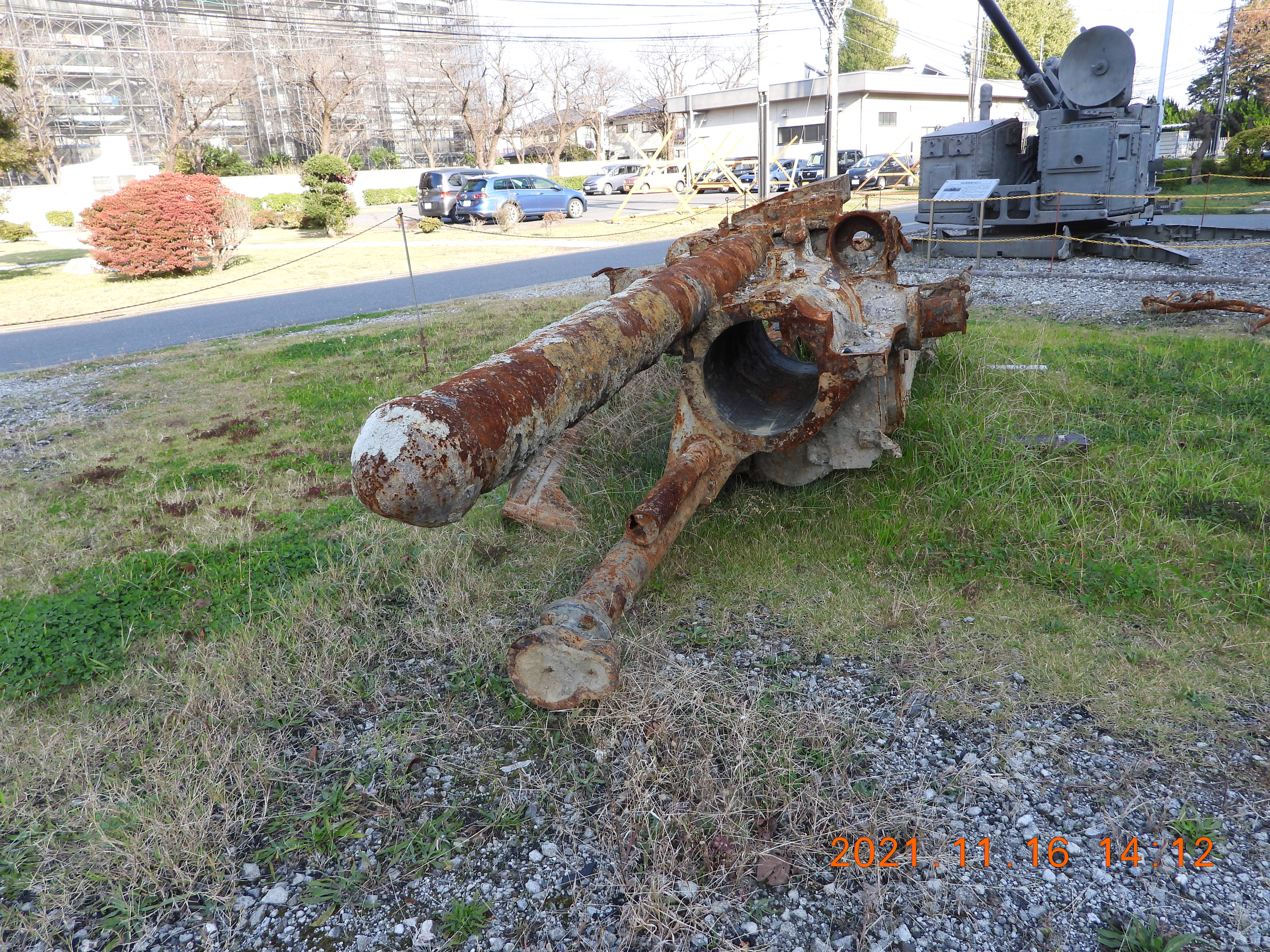
12センチ高射砲本体

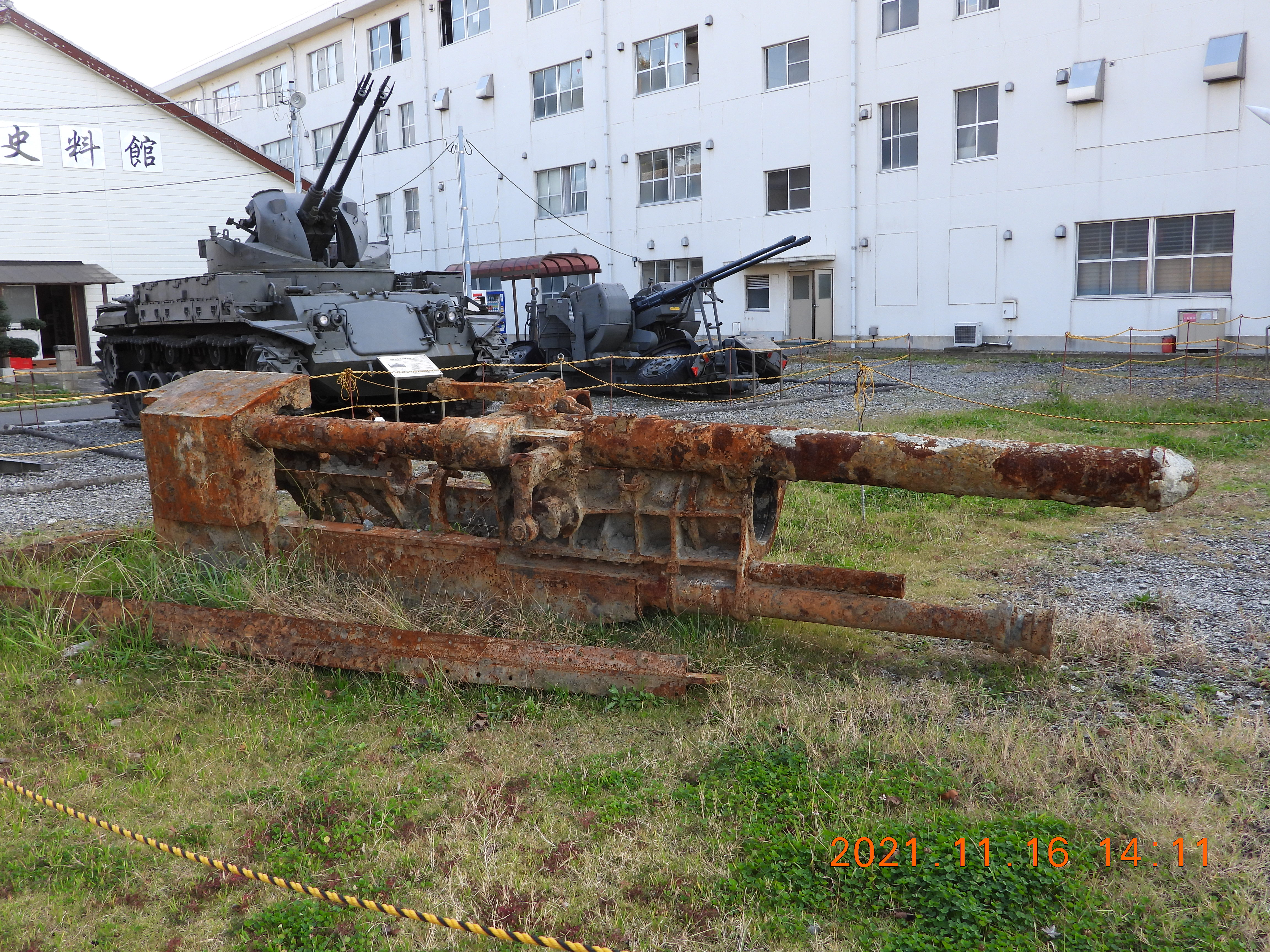
12センチ高射砲本体

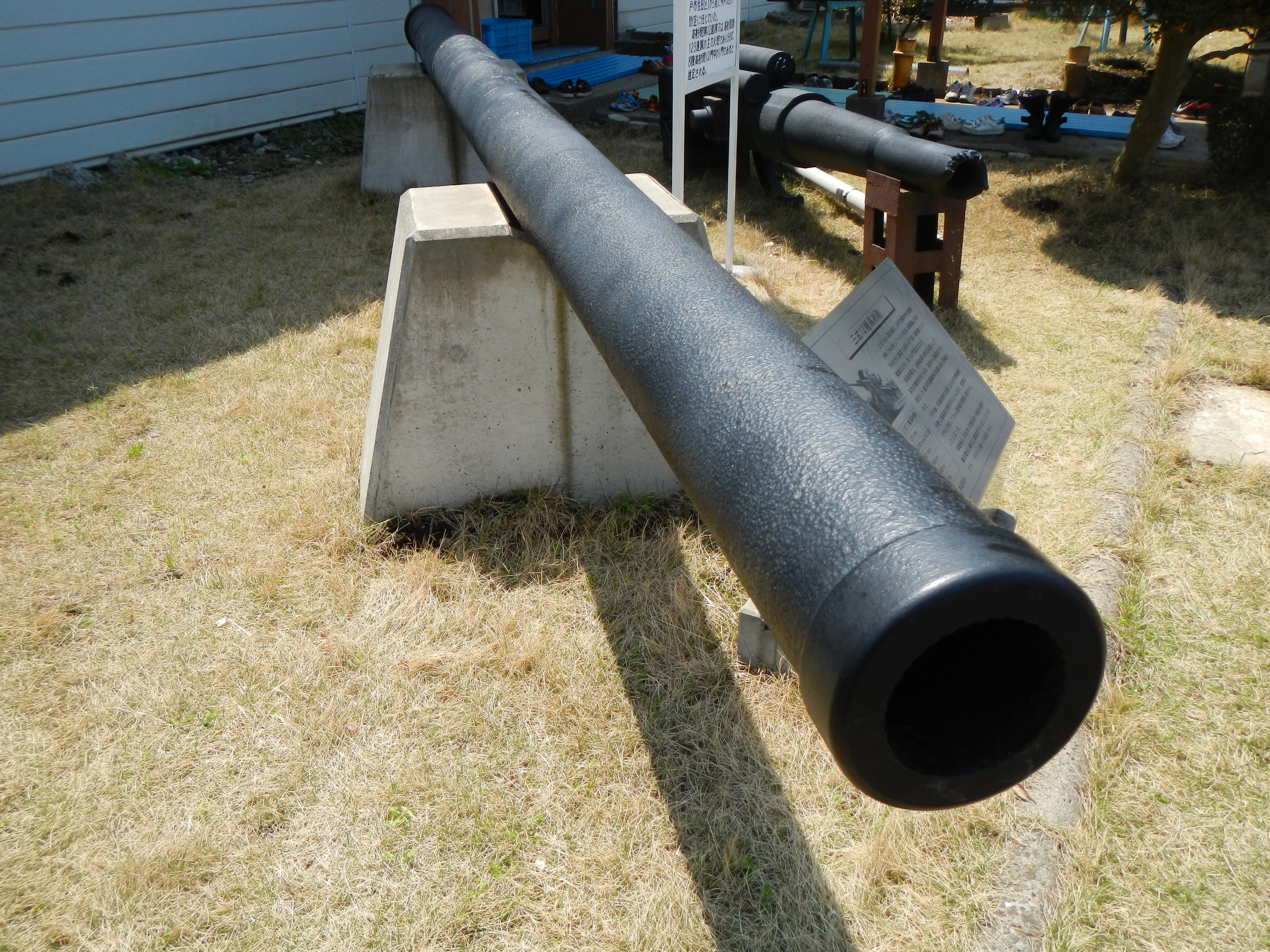
現存砲の砲身

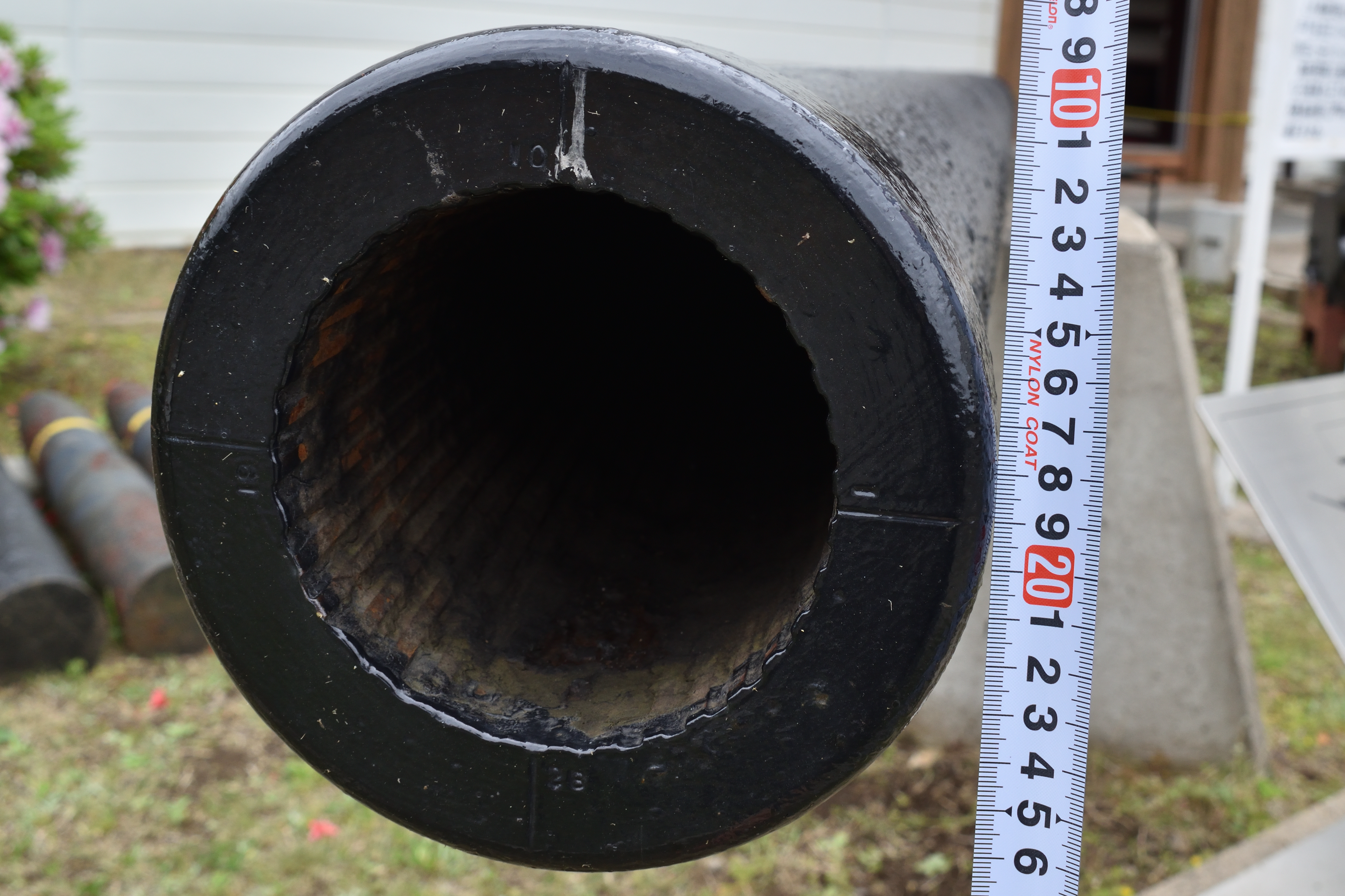
現存砲の砲口

横浜環状北線の建設にあたって土壌調査が行われていた横浜市の子安台公園から、2008年1月に砲身が出土した。この砲身は、千葉市の陸上自衛隊高射学校（下志津駐屯地）構内に保管展示されている。
2021年、東京都足立区の工事現場で本砲の本体部分が発見され、陸上自衛隊高射学校に移送されたと報じられた。これは、同区保木間の高射砲陣地に配備されていた6門の12cm砲のうちの1門である。
2023年5月現在、下志津駐屯地広報によると、本体部分は駐屯地内の施設にて錆落とし等の修復作業中との事
(下志津駐屯地広報発表)

## 要目
- 口径120.0mm
- 砲身6.71m
- 初速853m/秒
- 射程20500m
- 射高14000m
- 重量19.80t

## 参考資料・外部リンク
- 三式12cm高射砲
- 大砲と装甲の研究
- US Naval Technical Mission to Japan - Japanese Field and Amphibious Equipment Kyushu Defense Systems - Intelligence Targets Japan (DNI) of Sept. 1945, Fascicle O-1, Target O-56（N）- February 1946 http://www.fischer-tropsch.org/primary_documents/gvt_reports/USNAVY/USNTMJ%20Reports/USNTMJ-200F-0739-0816%20Report%20O-56%20N.pdf